# Рукометна репрезентација Белгије
Рукометна репрезентација Белгије представља Белгију у међународним такмичењима у рукомету. Налази се под контролом Рукометног савеза Белгије.

## Учешћа репрезентације на међународним такмичењима

### Олимпијске игре
Није учествовала

### Светска првенства
| Првенство     | Пласман               | ИГ | П | Н | И | ГД  | ГП  | ГР  |
| ------------- | --------------------- | -- | - | - | - | --- | --- | --- |
| 1993 до 2021. | Није се квалификовала | -  | - | - | - | -   | -   | -   |
| / 2023.       | 21. место             | 6  | 1 | 0 | 5 | 163 | 193 | -30 |
| Укупно        | 1                     | 6  | 1 | 0 | 5 | 163 | 193 | -30 |

### Европска првенства
Није учествовала